# 格尼利切 (拉季維利夫區)
50°10′1″N 25°20′41″E / 50.16694°N 25.34472°E
格尼利切（烏克蘭語：Гнильче），是烏克蘭西北部的村莊，隸屬里夫內州的杜布諾區。該村始建於1560年，面積0.1平方公里，海拔高度221米，2001年人口57。